# Engelbert August van Arenberg
Engelbert August van Arenberg (Brussel, 11 mei 1824 – Heverlee, 28 maart 1875), de achtste hertog van Arenberg, was een Duits-Belgisch edelman en politicus. Hij was het laatste lid van het huis Arenberg dat een erfelijke machtspositie uitoefende.

## Biografie
Hij was de oudste zoon van Prosper Lodewijk van Arenberg en Ludmilla von Lobkowicz. Bij de dood van zijn vader in 1861 volgde hij hem op in de hertogelijke waardigheid. De hertog van Arenberg was toen nog gemediatiseerd staatshoofd ("Standesherr") van Meppen binnen het Koninkrijk Hannover. Na de Duitse Oorlog in 1866 werd het koninkrijk Hannover geannexeerd door het koninkrijk Pruisen. De bijzondere rechtspositie van de hertog, naar Hannovers recht, werd uiteindelijk in 1875 door Pruisen opgeheven.
Engelbert August was een mecenas. Hij spande zich met name in voor het vrijwaren van de begijnhoven in België.
Hij zetelde in de Eerste Kamer van het parlement van het Koninkrijk Hannover en later in het Hogerhuis van het Koninkrijk Pruisen.

## Huwelijk en kinderen
Engelbert August trouwde in 1868 met zijn nicht Maria Eleonora van Arenberg (Wenen, 19 februari 1845 – Montreux, 28 november 1919), kleindochter en erfgename van August Maria Raymond van Arenberg. Zij kregen drie dochters en twee zonen:
- Ludmilla (1870–1953), in 1888 gehuwd met Karl Alfred van Croÿ (1859–1906), de twaalfde hertog van Croÿ
- Sophie (1871–1961), in 1889 gehuwd met haar neef Jean-Baptist, prins van Arenberg (1850–1914); zij werden de grootouders van Jan Engelbert, de twaalfde hertog
- Engelbert Maria (1872–1949), de negende hertog van Arenberg
- Maria Salvatrix (1874–1956), in 1896 gehuwd met Étienne van Croÿ-Solre, vanaf 1927 Croÿ-Roeulx in België
- Karel Prosper (1875–1948), twee maal gehuwd zonder nakomelingen.